# Jimmy Chi
Jimmy Chi (* 1948 in Broome; † 26. Juni 2017 ebenda) war ein Musiker, Komponist und Stückeschreiber Westaustraliens. Sein bekanntestes Werk ist Bran Nue Dae, ein Musical. Es ist das erste Musical, das ein Aborigine schrieb und komponierte. Seiner Abstammung nach ist er aboriginal, chinesisch und japanisch.

## Werk
Bran Nue Dae ist eine Rockoper, die auf dem Festival in Perth im Jahre 1990 erstmals aufgeführt wurde. Es ist die Geschichte des Aborigine-Jungen Willy während einer Reise von Perth in seine Heimat bei seiner Suche nach sich selbst, nach Zuneigung und Geborgenheit. Es ist die autobiografische Erzählung von Jimmy Chi, der in Broome aufwuchs und den seine Mutter in eine katholische Missionsstation nach Perth schickte. Nach einem Autounfall wurde er zunächst in die Psychiatrie überwiesen; als er diese verließ, ging er nach Broome zurück und brachte sich selbst das Musizieren sowie das Liederschreiben bei. Das Musical wurde mehrfach ausgezeichnet, wie beispielsweise mit dem „Sidney Myer Performing Arts Awards“ und „Western Australian Premier's Book Awards“. Es ist eines der bekanntesten Musicals Australiens und es wurde später verfilmt.
Er schrieb auch das Musical Corrugation Road, das gesellschaftliche Tabus der Aborigines Australiens wie Sex, Gesundheit und Religion thematisierte.
Beide Musicals waren für das Selbstverständnis und für die Identitätsfindung der Aborigines von großer Bedeutung. Die Lieder von Chi werden auf Beerdigungen von Aborigines in der Umgebung von Broome in Form von Hymnen gespielt. Einige Lieder von Chi wurden von der irischen Sängerin Mary Black und von Archie Roach, einem Sänger der Aborigines Australiens, gesungen.